# Centrosojuz (Rosja)

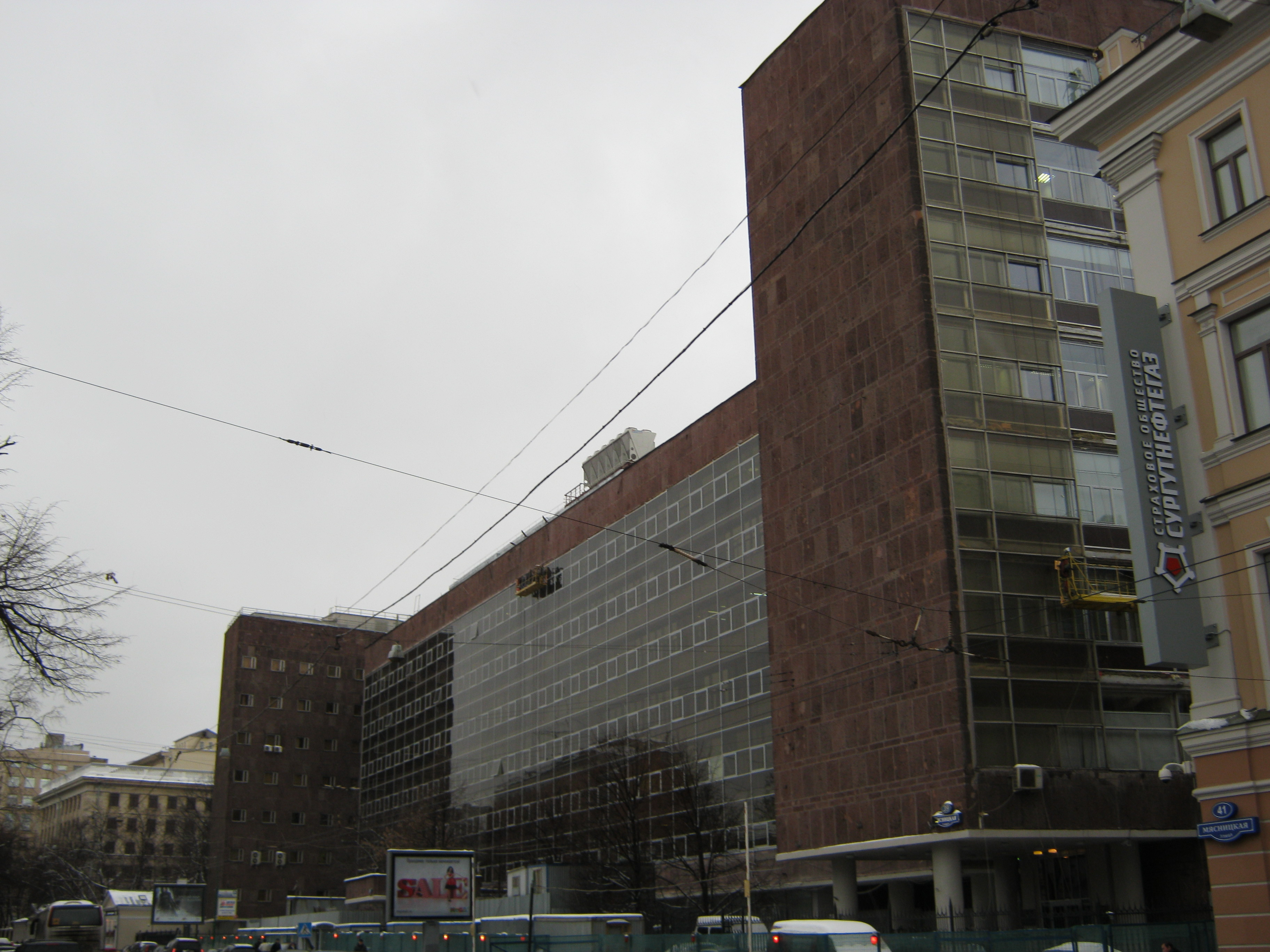
Dawna siedziba centrali Centrosojuz w Moskwie przy ul. Miasnickiej

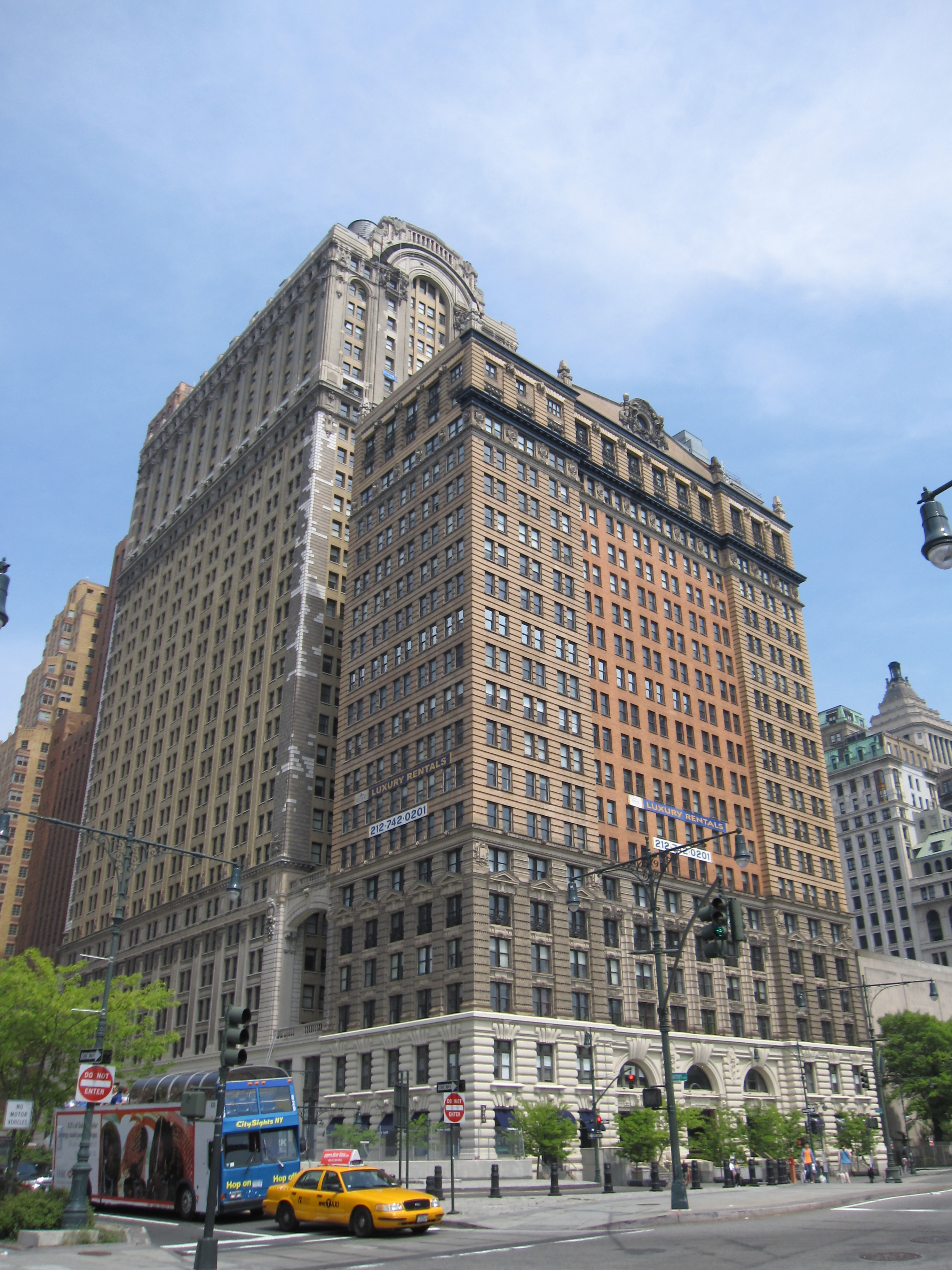
Whitehall Building, b. siedziba przedsiębiorstwa Centrosojuz-America Inc. w Nowym Jorku

Centrosojuz (ros. Центросоюз), Centralny Związek Spółdzielczości Konsumenckiej (Центральный союз потребительских обществ Российской Федерации) – centrala spółdzielczości konsumenckiej (spółdzielni konsumenckich) w Rosji, Związku Radzieckim, i ponownie w Rosji, z historią sięgającą 1896, z siedzibą w Moskwie. W okresie ZSRR pełniła funkcję instytucji centralnej na prawach resortu.
W latach międzywojennych centrala utrzymywała cały szereg gospodarczych podmiotów zagranicznych, m.in.
- Centrosojus (England) Ltd. (1917–1920),
- Centrosojuz-America Inc. w Nowym Jorku,
- Zentrosojus GmbH w Berlinie (1924–1941).

Centrosojuz zrzesza około 3 mln akcjonariuszy oraz 3 tys. organizacji z 80 regionów Rosji.

## Siedziba
Na siedzibę centrali wybudowano prestiżowy kompleks obiektów przy ul. Miasnickiej 39, zajmowany następnie przez Ludowy Komisariat Przemysłu Lekkiego ZSRR – Narkomlegprom, Ministerstwo Przemysłu Tekstylnego ZSRR, od 1959 przez Centralny Zarząd Statystyczny, obecnie przez Federalną Służbę Statystyczną oraz Federalną Służbę Monitoringu Finansowego. Aktualnie Centrosojuz pomieszczono w Moskwie przy ul. Gilarowskogo 57.